# Gylne ungdom
Gylne ungdom är en norsk svartvit dramafilm från 1956 i regi av Leif Sinding. I huvudrollen som Tom Polden ses Odd Borg.

## Handling
Gymnasisten Tom Polden har det svårt hemma. Hans mor lever på minnet av hennes bortgångne make och hattaffären som hon driver går dåligt. När Tom får reda på att faderns död var ett självmord blir han utom sig av förtvivlan. Familjens ekonomi är skral och de blir uppsagda från sin lägenhet då de ligger efter med hyran. För att lösa de ekonomiska bekymren gör Tom inbrott i en butik. Han halkar därefter alltmer in på brottets bana. Den enda ljuspunkten i hans tillvaro är hans älskade Eva.

## Rollista
- Oscar Amundsen – teatergäst
- Mary Anderson – nattklubbsägare
- Urda Arneberg – Eva Sommervoll
- Per Asplin – nattklubbssångare
- Odd Borg – Tom Polden
- Randi Brænne – Dagny Polden, Toms mor
- Joachim Calmeyer – Lorang
- Aksel Edvard-Dahl – en man
- Tore Foss – Jørgen Sommervoll, doktor
- Dan Fosse – Olaf Vestby, köpman
- Gretelill Fries – Constance, Sommervolls fru
- Turid Haaland – Anna Harling, Carl-Ottos mor
- Erling Hernæs – stationsmästaren
- Egil Hjorth-Jenssen – Chr. Dahl, gårdsägare
- Willie Hoel – Halvor Nesset, gårdsbrukare
- Ella Hval – Borghild, köpmannens fru
- Odd Johansen – korvförsäljare
- Berit Kullander – dansaren
- Erik Lassen
- Per Lillo-Stenberg – Per Callier
- Kaare Løwing – chaufför
- Arne Magler – biluthyrare
- Harald Myhrbraaten – lastbilschauffören
- Arne Neegaard – chefen för pantbanken
- Eli Nissen – damen från Leirsund
- Kjell Sander – en kypare
- Henrik Anker Steen – Strand
- Svend Svendsen – expedit på pantbanken
- Tom Tellefsen – Carl-Otto Harling
- H. Tollefsen – vakt

## Om filmen
Gylne ungdom producerades av bolaget Elite-Film AS. Filmen regisserades av Leif Sinding som också skrev manus. Den fotades av Ragnar Sørensen och klipptes samman av Olav Engebretsen. Premiären ägde rum den 20 augusti 1956 i Norge.
Filmen mottogs inte väl av varken filmkritiker eller biopublik. Den blev den sista filmen som Sinding regisserade.